# Anoplodactylus dissitus
Anoplodactylus dissitus is een zeespin uit de familie Phoxichilidiidae. De soort behoort tot het geslacht Anoplodactylus. Anoplodactylus dissitus werd in 2004 voor het eerst wetenschappelijk beschreven door Child. 